# Stellarator

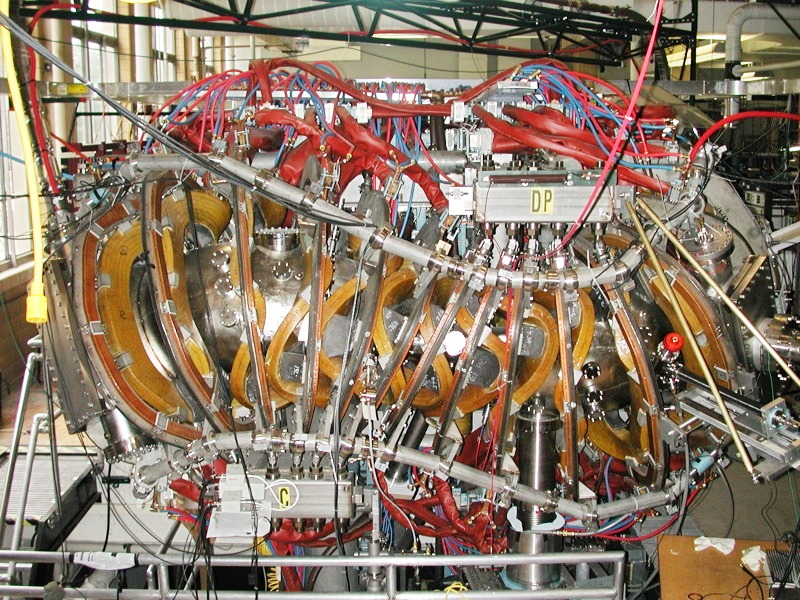
HSX stellarator

Stellarator – urządzenie, podobnie jak tokamak, służące do wytwarzania plazmy i przeprowadzania kontrolowanej reakcji termojądrowej. Jest to jedno z najwcześniejszych sterowanych urządzeń fuzyjnych, wymyślone przez amerykańskiego fizyka i astrofizyka Lymana Spitzera w 1950 r. Nazwa pochodzi od łacińskiego słowa „stella" – gwiazda. Naukowcy dzięki urządzeniu chcą uzyskać warunki takie, jakie panują we wnętrzu gwiazd.
Plazma uzyskiwana jest w komorze urządzenia przypominającą „kilkukrotnie skręconą wstęgę Möbiusa”. Wokół komory z wolframu umieszczonych jest 70 cewek schładzanych ciekłym helem do temperatury bliskiej zera bezwzględnego. Cewki mają różny kształt dostosowany do komory. Ich zadaniem jest wytworzenie pola magnetycznego niezbędnego do uzyskania plazmy.
W odróżnieniu od tokamaków, zaletą stellaratorów jest to, że plazma stabilizuje się sama, bez konieczności przepuszczania przez nią prądu. Aby uzyskać ten efekt, plazma musi być ukształtowana w sposób  przypominający kilkukrotnie skręconą wstęgę Möbiusa. Wiąże się to z koniecznością budowy skomplikowanej komory, otoczonej cewkami magnesów o złożonych kształtach.
Badania prowadzone z użyciem stellaratora mają służyć m.in. do budowy reaktorów termojądrowych, takich jak International Test Reactor (ITER) i reaktora eksperymentalnego następnej generacji DEMO.
20 maja 2014 r. w niemieckim Greifswaldzie został przekazany fizykom do użytku stellarator Wendelstein 7-X. Jego budowa rozpoczęła się w 2004 r. Projekt jest międzynarodowy. Od 2006 r. współuczestniczą w nim polskie instytuty naukowe.
Polacy m.in. współkonstruowali system wstrzeliwania izotopów wodoru, deuteru lub trytu do gorącej plazmy wodorowej co jest istotnym elementem inicjowania reakcji termojądrowej, opracowali system zasilania cewek nadprzewodzących i zbudowali elementy systemu diagnostyki stellaratora. Całkowity koszt urządzenia wyniósł 370 mln euro. Urządzenie będzie uruchamiane stopniowo przez rok. Uczeni będą dzięki niemu prowadzić badania plazmy o ekstremalnie wysokiej temperaturze. Spodziewają się utrzymać plazmę przez 30 minut z temperaturą 100 mln stopni Celsjusza.